# Алегамбе, Филипп
Филипп Алегамбе (1592—1652) — учёный иезуит, действовавший в XVII веке.
Филипп Алегамбе родился 22 января 1592 года в нынешней столице Бельгии городе Брюсселе.
Секретарь по германским делам при генерале иезуитов, получивший большое значение, сделался потом начальником иезуитского коллегиума в Риме.
Изданная им «Bibliotheca scriptorum Societatis Jesu» (Антверпен, 1643) представляет богатый материал по биографии и библиографии писателей иезуитского ордена.
Филипп Алегамбе скончался 6 сентября 1652 года в Риме.